# ژیل کنه‌اروه
ژیل کنه‌اروه (فرانسوی: Gilles Quénéhervé‎؛ زادهٔ ۱۷ مهٔ ۱۹۶۶) دونده سرعت اهل فرانسه است.